# Carl Seemann
Carl Seemann (Bremen, 8 mei 1910 - Freiburg im Breisgau, 26 november 1983) was een Duits pianist.
Carl Seemann studeerde orgel in Leipzig bij onder anderen Günther Ramin. Hij werkte als organist te Flensburg en Verden. Vanaf 1935 legde hij zich toe op piano. Hij gaf les te Kiel, Straatsburg en Freiburg im Breisgau, waar hij vanaf 1964 de staatshogeschool voor muziek leidde.
Hij nam platen op, vooral in duo met de violist Wolfgang Schneiderhan. Russische tijdgenoten als Emil Gilels, Vladimir Horowitz en Svjatoslav Richter overschaduwden hem omdat zijn spel meer door ingetogenheid dan door virtuositeit werd gekenmerkt.
Een soort herwaardering kwam in 1999 met de heruitgave van Deutsche Grammophon onder de titel Das Vermächtnis, waar de criticus Joachim Kaiser hem bij de grote pianisten van de tijd rekende.

## Discografie
- Carl Seemann - Das Vermächtnis (werk van Bach, Haydn, Mozart, Beethoven, Schumann, Brahms, Debussy en Prokofjev). Deutsche Grammophon
- Brahms: Violinsonaten und F-A-E-Sonate met Wolfgang Schneiderhan. Deutsche Grammophon
- J.S. Bach: Die Partiten BWV 825 - 830. Orfeo
- Konzert der Schwetzinger Festspiele 1964 met Wolfgang Schneiderhan (Sonaten van Bach, Mozart, Beethoven en Schubert). Orfeo